# Nancy Bogen
Pour les articles homonymes, voir Bogen.
Nancy Bogen, née le 24 avril 1932 à New York, est une autrice et érudite américaine, productrice de médias mixtes et artiste numérique.
Elle a publié trois romans Klytaimnestra Who Stayed at Home (1980), Bobe Mayse, A Tale of Washington Square (1993) et la satire spatiale Bagatelle·Guinevere by Felice Rothman (1995). Le critique littéraire John Gardner a défendu la qualité de Klytaimnestra après sa sortie, lorsqu'un critique du Library Journal a relégué le roman de Nancy Bogen au « rack de la fiction populaire ». Gardner était d'avis que Klytaimnestra méritait une classification plus respectueuse.
How to Write Poetry (1980) et Be a Poet! (2007) ont gagné de nombreux petits prix de presse.
En 1997, Nancy Bogen commence à façonner des œuvres dans lesquelles elle synchronise la diffusion de ses photos numérisées avec des lectures de poésie ou des performances de New Music. Ses premières œuvres dans cette veine ont ensuite été publiées en ligne sur Vimeo et videoart.net.

## Biographie

### Début de carrière
Nancy Bogen commence à publier des articles scientifiques sur William Blake en 1966, alors qu'elle est encore doctorante à la Graduate School in the Arts and Sciences de l'Université de Columbia, et en compte neuf à son actif, dont son essai de maîtrise sur Jakob Böhme et Tiriel (en) de Blake. Sa thèse de doctorat, William Blake's Book of Thel: A Critical Edition with a New Interpretation, est publiée par la Brown University Press (plus tard cette institution devient une partie de University Press of New England (en)). En 1971 elle est nommée à la Scholar's Library de l'Association des langues modernes. Un article plus récent de Nancy Bogen sur « Thirteen Ways of Looking at a Blackbird » de Wallace Stevens est paru dans The Explicator en 2004.

### Travaux ultérieurs
En 1997, après avoir pris sa retraite en tant que professeure d'anglais au College of Staten Island (en)-CUNY, Nancy Bogen fonde The Lark Ascending, un groupe de performance dédié à apporter l« le meilleur de ce qui a été pensé et dit dans le passé » à un public reconnaissant. Une des performances marquantes de ce collectif est constituée par une lecture intitulée The Great Debate in Hell des livres I et II de Paradise Lost de John Milton et l'intégralité de Samson Agonistes (en) en février 2003 ,. Les membres de la distribution sont tous des vétérans du théâtre new-yorkais, dont Russell Oberlin et l'acteur de Broadway Maurice Edwards.
Avec The Lark Ascending Nancy Bogen commence à façonner des œuvres dans lesquelles elle synchronise ses photos numérisées avec des lectures de poésie ou des performances de New Music. Ses œuvres dans cette veine sont publiées en ligne sur Vimeo et videoart.net Textur, avec la musique de la compositrice autrichienne Katharina Klement ; Kassandra, a Reverie, sur une musique du compositeur roumain Dinu Ghezzo ; Black on Black / 13 avec une musique du compositeur américain Richard Brooks ; Going...gone avec une musique du compositeur américain John Bilotta; la satyre A Noiseless, Patient Spider, avec Russell Oberlin comme lecteur, Blackie the Blackbird en tant que Spider, et le morceau musical Die Forelle de Schubert arrangé pour quatuor vocal; également Against the Cold, avec la musique du compositeur américain Joseph Pehrson (en) . Sont également sur vimeo My Country 'Tis, avec la musique du compositeur américain Harold Seletsky ; Licorice Moments avec la musique du compositeur américain Hubert Howe; Variations Verlaine sur une musique de la compositrice américaine Elodie Lauten ; et Mein Lebenslauf de Georg Schoenberg, fils aîné d'Arnold Schoenberg et de Mathilde von Zemlinsky.
New-yorkaise et résidente de Greenwich Village depuis les années 1970, Nancy Bogen est mariée à Arnold Greissle-Schönberg, le petit-fils vivant le plus âgé du compositeur Arnold Schönberg. Son mari est le neveu de Georg Schönberg, également compositeur, dont les œuvres musicales ont été jouées au fil des ans lors des évènements de The Lark Ascending.

## Œuvres

### Livres
Fiction
- (en) Nancy Bogen, Klytaimnestra who Stayed at Home, Lintel, 1988, 240 p. (ISBN 9780931642227)
- Bobe Mayse, A Tale of Washington Square, NYC, NY: Twickenham, 1993. (cloth & trade paper)
- Bagatelle·Guinevere by Felice Rothman, NYC, NY: Twickenham, 1995.

Critique et texte
- William Blake's Book of Thel: A Critical Edition with a New Interpretation, Providence: Brown University Press, 1971.
- Livre de Thel de William Blake : Une édition critique avec une nouvelle interprétation, Providence: Brown University Press, 1971.
- How to write poetry, NYC, NY : Simon & Schuster, 1990 ; 1991 ; MacMillan, 1995[11],[12],[13]
- Be a Poet !, New York, NY : Twickenham, 2007.

#### Articles et revues critiques et érudits
- A New Listing of Blake's Poetical Sketches, ELN 3 (3/66), 194-96.
- Review of two of Bogen's poems dans Poet & Critic, III (printemps 1967).
- Blake's Debt to Gillray ANQ, 6 (11/67), 35-39[14].
- Blake on the Ohio N & Q, NS 15 (1/68), 19-20.
- Blake's Island in the moon (en) Revisited Satire Newsletter, 5 (printemps 1968), 110-17.
- The Problem of William Blake's Early Religion The Personnalist (8/68), 509-22[15].
- Tiriel : .A New Interpretation BNYPL (3/70), 153-65. (Remarque : il s'agissait d'une publication de l'essai de sa maîtrise, écrit en 1962 alors qu'elle était candidate à la maîtrise à Columbia U. )
- William Blake, The Pars Brothers, et James Basire N & Q, NS 17 (8/70), 313-14.
- A New Way of Looking at Wallace Stevens's Thirteen Ways The Explicator 62, no. 4 (été 2004), 217-221.

### Photographie
(en plus des Galeries sur les sites ci-dessus)
- Out My Window, exposition personnelle à la 380 Gallery, NYC, 12/81.
- Greenwich Village Side Streets, exposition personnelle à la 380 Gallery, NYC, 12/82
- The World's a Stage
- Fleischmanns Street Fair
- Hoggestown Medieval Faire

### Performances
- Twelve-Tone Blues
- Textur
- Kassandra, a Reverie
- Black on Black /13
- A Noiseless, Patient Spider
- Going...gone
- Against the Cold
- Cœur de Lion, Mon Cœur [16]
- Verlaine Variations
- My Country ‘Tis
- Licorice Moments
- Mein Lebenslauf
- Zounds, Towns!
- Hello, Goodbye
- Finnegan's Shake
- Dee Blue Konditorei
- Ars Gratia Artis
- Rosebud, an Elegy
- Lilacs in the Dooryard
- Wien Wein Wien
- Sunday Inharmonic